# Síndrome de hidrocefalia-agenesis cerebelar
El Síndrome de hidrocefalia-agenesis cerebelar es una condición genética infrecuente letal la cual se caracteriza por hidrocefalia congénita, agenesis (falta de desarrollo) del cerebelo y los forámenes de Luschka y Magendie. Síntomas adicionales incluyen la hipotonía, arreflexia/hiporreflexia, epilepsia y/o cianosis neonatal la cual termina casi siempre en la muerte durante el mismo periodo. Se cree que es heredado bajo un patrón ligado al cromosoma X.
Solo 5 casos de 2 familias en Texas, Estados Unidos de América han sido descritos en la literatura médica.